# 基窪島
基窪島是美國的島嶼，位於查爾斯頓以西大西洋海域，由南卡羅來納州查爾斯頓縣負責管轄，長10公里、寬6公里，面積108.502平方公里，2000年人口2,611。

## 外部連結
- Yahoo! Maps （页面存档备份，存于）
- Charleston Tea Plantation （页面存档备份，存于）
- city-data.com page on Wadmalaw Island （页面存档备份，存于）

32°40′25″N 80°10′42″W / 32.67361°N 80.17833°W